# Йакараву

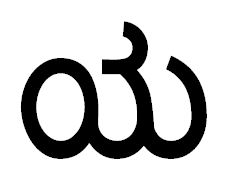
Йакараву

Йакараву (канн. ಯಕಾರವು) — йа, буква алфавита каннада, обозначает палатальный аппроксимант.
Кагунита: ಯಾ , ಯಿ , ಯೀ , ಯು , ಯೂ , ಯೆ , ಯೇ , ಯೈ , ಯೊ , ಯೋ , ಯೌ .
Подстрочная буква «йа» ( кийаварийу ) в каннада, телугу и кхмерском:

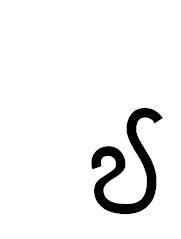
Кийаварийу (каннада)
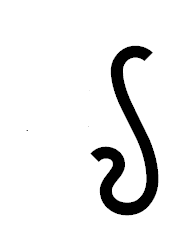
Кийапади (телугу)
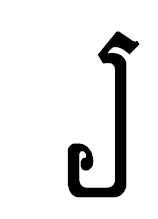
Тьенг йо (кхмерский)